# Stadtbefestigung Abenberg

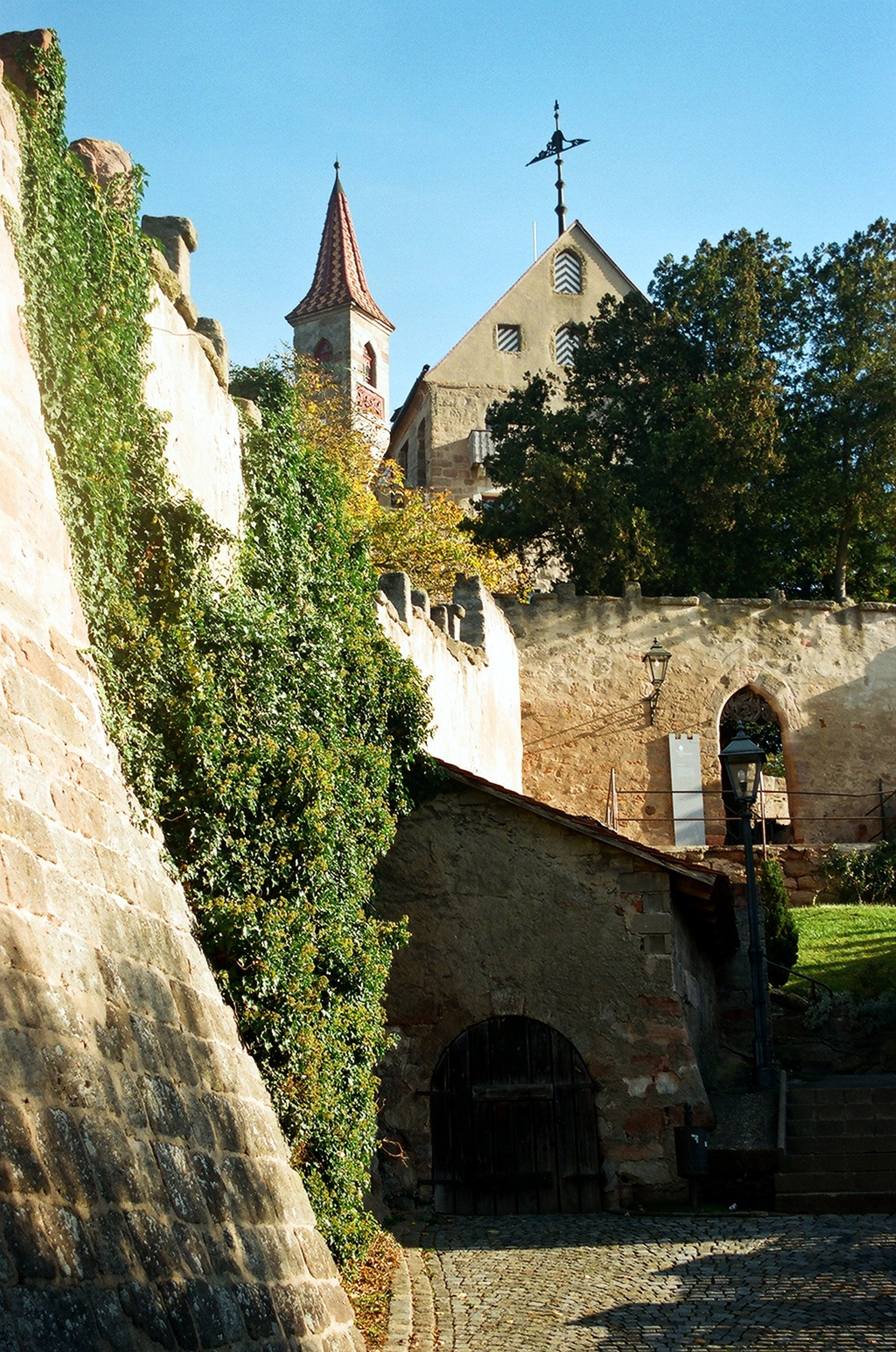
Stadtmauer in Abenberg

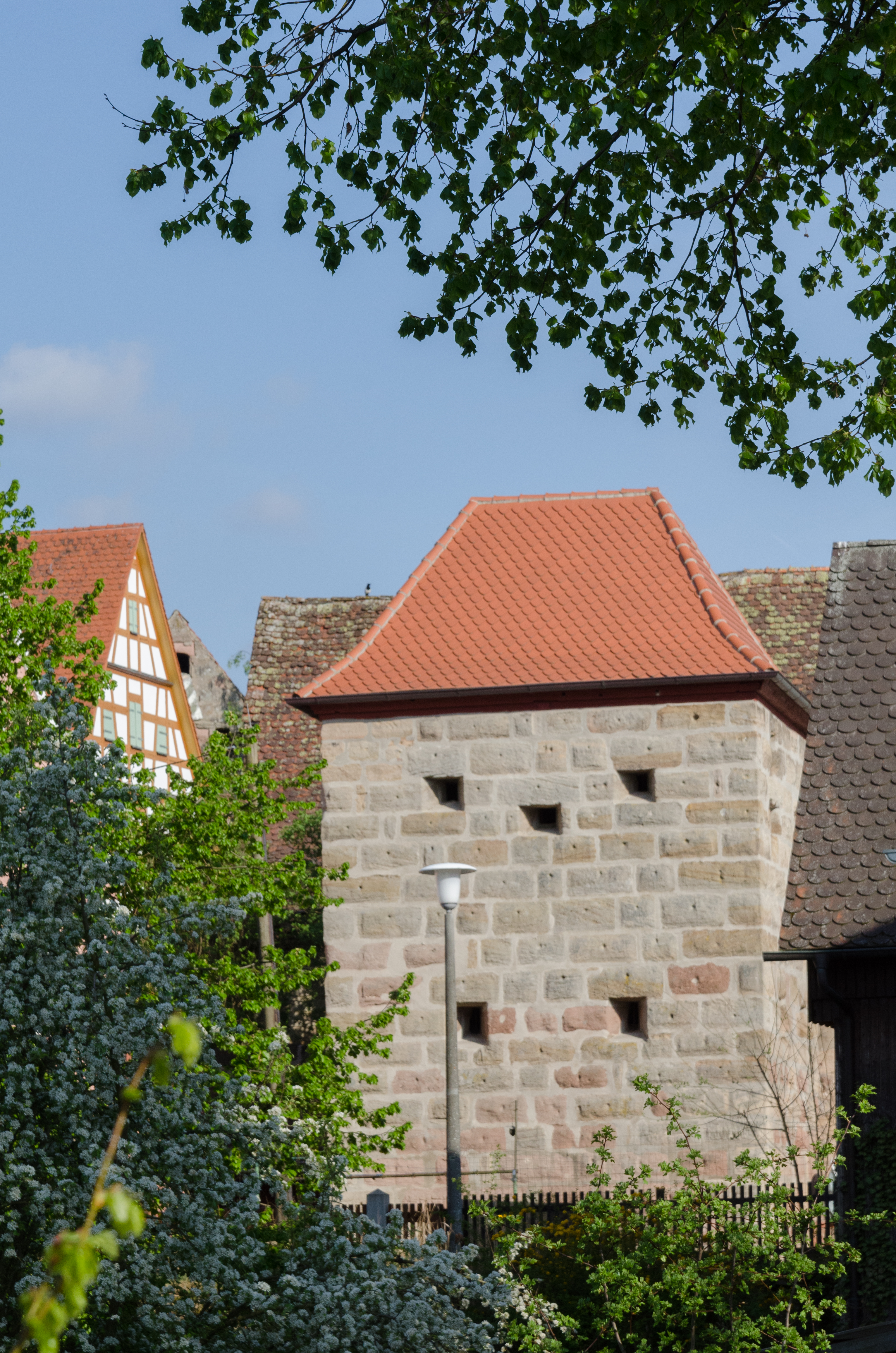
Quadratischer Turm der Stadtbefestigung

Die Stadtbefestigung in Abenberg, einer Stadt im mittelfränkischen Landkreis Roth in Bayern, wurde um 1300 errichtet. Die Reste der ehemaligen Stadtbefestigung sind als Baudenkmal geschützt.

## Beschreibung
Siehe auch: Liste der Baudenkmäler in Abenberg#Stadtbefestigung
Die Befestigung der Stadt umschrieb ein Dreieck, dessen Spitze die Burg bildete. Von der Stadtbefestigung, die unter Bischof Konrad II. (1297–1305) errichtet wurde, ist die ehemalige Stadtmauer aus Bruchsteinmauerwerk in Teilen erhalten, sie ist stellenweise eingebaut oder reduziert. Am Ende des 19. Jahrhunderts wurde sie in Teilen zerstört.
Folgende Türme sind erhalten:
- Befestigungsturm, dann Karzer, zweigeschossiger Sandsteinquaderbau mit Walmdach in der Windsbacher Straße
- Rest eines Befestigungsturms
- Ehemaliger Befestigungsturm, als Wohnhaus ausgebaut im 19./20. Jahrhundert, dreigeschossiger, traufseitiger Sandsteinquaderbau mit Satteldach
- Ehemaliger Befestigungsturm, als Wohnhaus ausgebaut, dreigeschossiger Sandsteinquaderbau mit Satteldach und Fachwerkgiebel

Zur Stadtbefestigung gehören auch die heute noch vorhandenen Tore: Unteres Tor und Oberes Tor.